# أبادة (لوداب)
أبادة (بالفارسية: آباده) هي قرية تقع في إيران في قسم لوداب الريفي. يقدر عدد سكانها بـ 284 نسمة بحسب إحصاء 2016.